# Nieul-lès-Saintes

Nieul-lès-Saintes este o comună în departamentul Charente-Maritime, Franța. În 1 ianuarie 2022 avea o populație de 1.213 de locuitori.